# Cumulonimbus incus
Il cumulonimbus incus (abbreviazione Cb inc), dal latino incus che significa "incudine", è una nube del genere cumulonimbus.

## Caratteristiche
Sono nubi del genere cumulonimbus che hanno raggiunto il livello di stabilità stratosferica e terminano superiormente con la caratteristica forma piatta a incudine (da cui deriva il nome della specie).
La formazione di un cumulonimbus incus indica che il temporale ha raggiunto la sua fase matura, susseguente al precedente stadio di cumulonimbus calvus. Il cumulonimbus capillatus è una sotto forma del cumulonimbus incus.
Trattandosi di una nube che ha raggiunto la sua maturità, il cumulonimbus incus può essere associato a fenomeni atmosferici molto intensi:
- fulmini, sia all'interno delle stesse nubi sia tra nubi e suolo
- grandinate, che nel caso siano associate ad ambiente ad alta instabilità, possono risultare anche molto intense
- piogge intense, di parecchi millimetri in poco tempo, tanto da causare anche locali inondazioni
- forti venti, anche a livello di burrasca
- in alcuni casi, in presenza di una supercella, possono formarsi anche delle trombe d'aria.

## Classificazione
I cumulonembi possono dare luogo a fenomeni molto intensi. In presenza di opportune condizioni atmosferiche, possono evolvere in temporali da supercella, sia del tipo a cellula singola (monocellulari) sia a più cellule convettive (temporali multicellulari), i più pericolosi perché possono anche dare luogo alla formazione di una tromba d'aria. Entrambe le tipologie sono comunque in grado di produrre precipitazioni estremamente intense in un intervallo di tempo molto limitato.